# Love across the Ocean
Singles de Kumi Kōda
So Into You
(2002) M.A.Z.E
(2002)
Love Across the Ocean est le cinquième single de Kumi Kōda sorti sous le label Rhythm Zone le 24 juillet 2002 au Japon. Il atteint la 19e place du classement de l'Oricon. Il se vend à 10 070 exemplaires la première semaine, et reste classé pendant 4 semaines, pour un total de 22 100 exemplaires vendus.
Love Across the Ocean a été utilisé dans une campagne publicitaire pour "Testimo" de Kanebo Kate. Elle se trouve sur l'album Grow into One, sur la compilation Best: First Things et sur l'album remix Koda Kumi Driving Hit's 2.

## Liste des titres
| 1. | Love Across the Ocean                | Kumi Kōda      | Tsukasa        | 3:41 |
| 2. | The Meaning of Peace                 | Tetsuya Komuro | Tetsuya Komuro | 5:20 |
| 3. | So into You (Dub's electro remix)    | Kumi Kōda      | Yasuhiro Abe   | 5:22 |
| 4. | Love Across the Ocean (instrumental) |                | Tsukasa        | 3:41 |
| 5. | The Meaning of Peace (instrumental)  |                | Tetsuya Komuro | 5:19 |